# Albino Ribeiro

Albino Ribeiro und seine Familie (1903)

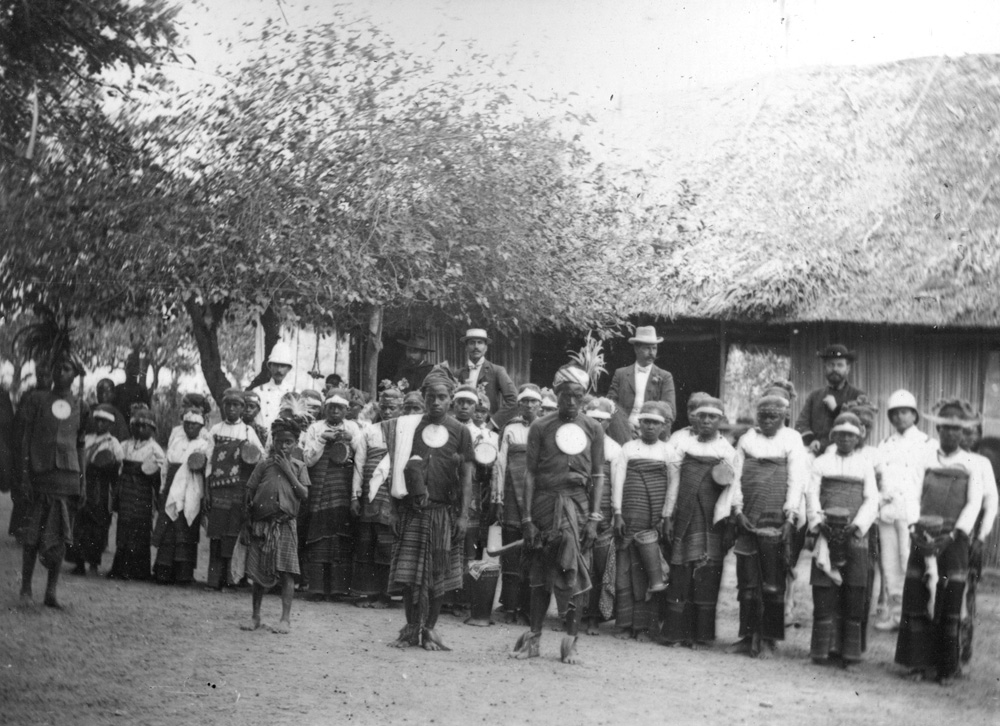
Der Hof des Herrschers von Motael (1903)

Der Liurai überwacht Bauarbeiten (1903)

Albino António Ribeiro, auch Albino Morais, war Ende des 19. und Anfang des 20. Jahrhunderts Liurai (Herrscher) des timoresischen Reiches von Motael, einem der engsten Verbündeten der Portugiesen in ihrer Kolonie Portugiesisch-Timor, dem heutigen Osttimor.
Motael stellte der Kolonialmacht 1769 ein Gebiet zur Verfügung, auf dem die neue koloniale Hauptstadt Dili gegründet wurde. Ein Stadtteil im Zentrum von Dili trägt heute noch den Namen des alten Reiches. Hier stand bis in das frühe 20. Jahrhundert auch der Herrschersitz des Liurais.
Ribeiro erhielt im Internat der Missionsschule von Lahane eine Ausbildung. Als offizieller Vasall Portugals diente Albino Ribeiro insgesamt sechs Gouverneuren von Portugiesisch-Timor in verschiedenen administrativen Funktionen. Wie allgemein üblich erhielt Ribeiro entsprechend seines Status innerhalb der timoresischen Herrscher von der Kolonialmacht den Rang eines Oberst verliehen.
Der Naturforscher Henry Ogg Forbes, der 1882 auf Timor arbeitete, erwähnt in seinem Buch A naturalist's wanderings in the Eastern Archipelago Ribeiro aufgrund seiner Unterstützung bei der Sammlung botanischer Exponate. Gouverneur Alfredo de Lacerda Maia (1885–1887) machte Ribeiro zum Direktor des Landwirtschaftsamtes, mit einem Jahresgehalt von 36.000 Reis. Der Gouverneur wurde 1887 von rebellierenden Moradores ermordet. Ribeiro beteiligte sich nicht an der Rebellion und wurde vom neuen Gouverneur António Francisco da Costa (1887–1888) nach deren Niederschlagung zum Oberbefehlshaber der Moradores in Dili ernannt, den einheimischen Hilfstruppen.

## Belege

### Hauptbelege
- Madalena de Canossa Fátima Mesquita de Andrade: A Missão de Remexio. Um caso de transição das religiões tradicionais para o cristianismo no contexto das missões católicas de Timor, Universidade Católica Portuguesa Faculdade de Teologia, 2012.
- Katharine G Davidson: The Portuguese Colonisation of Timor: The Final Stage, 1850 -1912, 1994.